# Кобаяси (город)
Кобаяси (яп. 小林市 Кобаяси-си) — город в Японии, находящийся в префектуре Миядзаки. Площадь города составляет 563,09 км², население — 46 909 человек (1 августа 2014), плотность населения — 83,31 чел./км².

## Географическое положение
Город расположен на острове Кюсю в префектуре Миядзаки региона Кюсю. С ним граничат города Миядзаки, Мияконодзё, Эбино, Кирисима, посёлки Такахару, Ая, Тараги, Асагири и село Нисимера.

## Население
Население города составляет 46 909 человек (1 августа 2014), а плотность — 83,31 чел./км². Изменение численности населения с 1980 по 2005 годы:
| 1980 | 52 762 чел. |  |
| 1985 | 53 753 чел. |  |
| 1990 | 53 480 чел. |  |
| 1995 | 52 828 чел. |  |
| 2000 | 51 697 чел. |  |
| 2005 | 49 820 чел. |  |

## Символика
Деревом города считается пихта твёрдая, цветком — космея, птицей — японский зелёный голубь (Treron sieboldii).